# Ramon B. Villena
Ramon Barrera Villena (* 16. März 1939 in Reina Mercedes) ist ein philippinischer Geistlicher und emeritierter Bischof von Bayombong.

## Leben
Ramon Barrera Villena empfing am 30. März 1963 die Priesterweihe.
Papst Johannes Paul II. ernannte ihn am 16. März 1982 zum Weihbischof in Tagum und Titularbischof von Tucci. Die Bischofsweihe spendete ihm der Apostolische Nuntius auf den Philippinen, Erzbischof Bruno Torpigliani, am 2. Juli desselben Jahres; Mitkonsekratoren waren Teodulfo Sabugal Domingo, Erzbischof von Tuguegarao, und Pedro Rosales Dean, Bischof von Tagum.
Am 17. August 1985 wurde er zum Koadjutorbischof von Bayombong ernannt. Mit dem Rücktritt Albert van Overbekes CICM folgte er ihm am 15. September 1986 als Bischof von Bayombong nach.
Papst Franziskus nahm am 28. Mai 2016 seinen altersbedingten Rücktritt an.